# MastCam

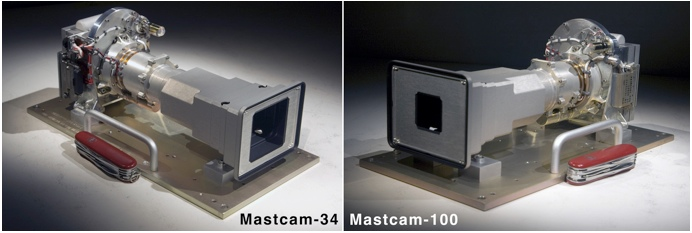
MastCam

La Mastcam, toma imágenes en color y secuencias de video en color de marte. Las imágenes se pueden unir para crear panoramas del paisaje alrededor del rover. El diseño de la Mastcam consiste en dos sistemas de cámaras montados en un mástil que se extiende hacia arriba desde el rover Curiosity.
Están montadas a 1,97 metros del suelo. También cada cabezal de cámara Mastcam tiene una rueda de filtros para tomar imágenes en distintas longitudes de onda.